# وامانریپاییوق (هوانوکو)
وامانریپاییوق (به اسپانیایی: Wamanripayuq) یک کوه در پرو است که در Peru, Huánuco Region واقع شده‌است. وامانریپاییوق ۴٬۹۶۰ متر بالاتر از سطح دریا واقع شده‌است.